# Lycée Voltaire (Orléans)
Pour les articles homonymes, voir lycée Voltaire.
Le lycée Voltaire est un établissement d'enseignement secondaire et supérieur français de l'académie d'Orléans-Tours situé à Orléans, dans le quartier d'Orléans-la-Source, le département du Loiret et la région Centre-Val de Loire. L'établissement est l'un des seize lycées d'Orléans Métropole. Il est situé près du campus de l'université d'Orléans.
Le lycée porte le nom de l'écrivain et philosophe français du XVIIIe siècle, François-Marie Arouet, dit Voltaire (1694-1778), car ce dernier se rendait fréquemment au château de la Source, où il donna notamment la première lecture de La Henriade.

## Historique
Le lycée a ouvert ses portes en 1968. Les architectes qui ont conçu le lycée sont Michel Andrault et Pierre Parat.
Le ministre de l'éducation nationale du deuxième gouvernement Fillon, Luc Chatel, a présenté un projet de réforme du lycée en France au lycée Voltaire le 14 octobre 2009,.
Le 13 septembre 2012, le ministre de l'éducation nationale du second gouvernement Ayrault, Vincent Peillon, participe au lycée Voltaire à une concertation décentralisée sur la refondation de l'école sur le thème du décrochage scolaire.

### Évolution des effectifs
Les effectifs du lycée se partagent entre les classes de préparation au baccalauréat, les classes préparatoires aux grandes écoles ainsi que les classes menant au brevet de technicien supérieur (BTS) et au diplôme de technicien supérieur (DTS).
En baisse constante depuis la rentrée scolaire 2005, le nombre d'élèves scolarisés dans l'établissement a depuis amorcé une reprise.

À la rentrée 2021 le Lycée voltaire accueille presque 2 000 élèves et étudiants répartis dans 72 classes

### Personnel éducatif
À la rentrée 2021, on pouvait compter dans le lycée la présence de 153 enseignants, de 18 AED (assistant d'éducation), de 4 CPE (Conseiller Principal d'Éducation), de 2 documentalistes, de 59 agents (service et laboratoire) et enfin de 3 personnes au service santé et social 

### Liste des proviseurs successifs
- ????-2001 : Jean-Claude Rabasse
- 2001-2005 : Philippe Tiquet
- 2005-2009 : Marie-Hélène Norant
- 2009-2013 : Francis Triquet
- 2013-2016 : Guy-Roger Meitinger[5].
- 2016-2020 : Fabien Lascaux
- 2020-2023 : Jérôme Baretje
- 2023-2024: Ali Arab[6]
- Depuis 2024: Stéphane Bolo-Lumbroso[7]

### Classement du lycée
En 2015, le lycée se classe 15 sur 18 au niveau départemental quant à la qualité d'enseignement, et 1813e au niveau national. Le classement s'établit sur trois critères : le taux de réussite au bac, la proportion d'élèves de première qui obtient le baccalauréat en ayant fait les deux dernières années de leur scolarité dans l'établissement, et la valeur ajoutée (calculée à partir de l'origine sociale des élèves, de leur âge et de leurs résultats au diplôme national du brevet).
| année | taux de réussite | rang départemental | rang national |
| ----- | ---------------- | ------------------ | ------------- |
| 2014  | 91 %             | no 235             | no 1828       |
| 2013  | 90 %             | no 298             | no 1805       |
| 2012  | 84,04 %          | no 267             | no 1995       |
| 2011  | 82,99 %          | no 271             | no 2143       |
| 2010  | 83,91 %          | no 245             | no 2120       |
| 2009  | 87,93 %          | no 266             | no 2165       |
| 2008  | 83,96 %          | no 256             | no 1841       |

## Accès
Le Lycée Voltaire est desservie par les transports de l'agglomération orléanaise (TAO) avec la ligne A du Tramway d'Orléans (station Université-l'Indien) et les lignes de bus 7 (arrêt Montesquieu et Théâtre Philippe), 13 (arrêt Voltaire-Gauguin et Montesquieu) et 26 (arrêt Montesquieu).
Il est aussi situé à proximité immédiate des points d'arrêts des lignes 5, 7A et 19 du réseau Ulys desservant le quartier d'Orléans-la-Source.

## Formations

Le forum.

### Préparation au baccalauréat
Le lycée prépare à trois séries du baccalauréat : général,  sciences et technologies de la santé et du social (ST2S) et sciences et technologies du management et de la gestion (STMG).
À la rentrée scolaire 2020, le lycée comptait 1 300 élèves en classes de seconde, première et terminale.
Bac Général
Les enseignements de spécialités qui sont proposées dans le lycée :
- Arts : arts plastiques
- Arts : histoire des arts
- Arts : théâtre
- Education physique, pratiques et culture sportives (proposé juste au lycée Voltaire)
- Histoire-géographie, géopolitique et sciences politiques
- Humanités, littérature et philosophie
- Langues, littératures et cultures étrangères et régionales : Anglais
- Langues, littératures et cultures étrangères et régionales : Anglais - monde contemporain
- Mathématiques
- Numérique et sciences informatiques
- Physique-chimie
- Sciences de la vie et de la Terre
- Sciences économiques et sociales

### Bac Technologique
- BAC STMG : Gestion et finance
- BAC STMG : Mercatique (marketing)
- BAC STMG : Ressources humaines et communication
- BAC ST2S

### Techniciens supérieurs
L'établissement héberge plusieurs classes formant des techniciens supérieurs. Cinq sections de BTS (communication, notariat, négociation et relation client, management commercial opérationnel, services et prestations des secteurs sanitaire et social) et une section de DTS (imagerie médicale et radiologie thérapeutique) sont proposées

### Classes préparatoires aux grandes écoles
Le lycée Voltaire accueille deux classes préparatoires aux grandes écoles (CPGE) en sections ECE et ECT. En 2016, L'Étudiant donnait le classement suivant pour les concours de 2015 :
| Année | Filière | Élèves admis dans une grande école* | Taux d'admission* | Taux moyen sur 5 ans | Classement national |
| ----- | --- | ----------------------------------- | ----------------- | -------------------- | ------------------- |
| 2014  | ECE | 0 / 32 élèves                       | 0 %               | 2 %                  | 105eex-æquo sur 105 |
| 2015  | ECE | 0 / 41 élèves                       | 0 %               | 1,1 %                | 105e                |
|       | Source : Classement 2015 des prépas - L'Étudiant (Concours de 2014). * le taux d'admission dépend des grandes écoles retenues par l'étude. Par exemple, en filière ECE et ECS, ce sont HEC, ESSEC, et l'ESCP qui ont été retenues. |                                     |                   |                      |                     |

### Autres initiatives pédagogiques
Des formations de préparation à certains concours sont dispensées au lycée :
- Préparation au concours d’entrée en institut de formation en soins infirmiers.
- Préparation au concours d'entrée en institut d'études politiques (IEP).
Des stages intensifs d'anglais ont aussi été mis en place afin d'aider les lycéens[réf. non conforme].
Le lycée est impliqué dans la démarche d'agenda 21. Le 21 mars 2013 le conseil d'administration du lycée a d'ailleurs adopté une motion pour mobiliser davantage d'élèves et d'enseignants dans la démarche.
Un festival sur les médias est organisé chaque année au lycée, Les Médiatiques.  « Ce festival a pour but de comprendre la construction de l'information par les médias et de mettre en relation les pratiques journalistiques avec les représentations que les médias nous donnent à voir du monde ». Des conférences, des ateliers, des tables rondes et des projections de films sont proposés aux lycéens et aux adultes .
Le lycée est aussi investi dans le projet Comenius.
Le prix « liberté, égalité, mixité dans les choix d'orientation » a été décerné en 2014 au lycée Voltaire grâce à leur projet d'orientation pour la filière STMG, dans le cadre de l'action : « L'orientation des STMG, un levier de vitesse » qui pourra servir aux élèves de tremplin pour leur avenir[réf. non conforme]. Cette action avait pour but de lutter contre les stéréotypes et de promouvoir la mixité dans les formations et les métiers.
De nombreux événements et rencontres sont organisées pour faciliter la communication et valoriser l'image du lycée comme les collectes de vêtements organisées par les élèves qui sont destinées au Secours Populaire, à la Croix Rouge ou encore à Emmaüs[réf. non conforme]. 
On peut aussi signaler qu'une rencontre fut organisée autour d'un ancien déporté, Bertrand Herz, qui fut parmi les plus jeunes déportés au camp de concentration de Buchenwald, en Allemagne. Il en est rescapé et a raconté son histoire lors d'une rencontre qui a eu lieu le 19 novembre 2015 au lycée. Elle aura permis à plus d'une soixantaine d'élèves d'écouter l'ancien déporté raconter son histoire mais aussi de le questionner[réf. non conforme]. 

### Section européenne (anglais)
La section européenne est une section qui permet d'apprendre la langue anglaise en approfondissant certains thèmes mais aussi de découvrir la culture anglaise. Étant considérée comme une option, elle rajoute des heures de cours aux élèves faisant partie de la section. En effet, elle rajoute une heure d'anglais en plus par semaine ainsi qu'une heure de DNL (discipline non linguistique). 
De plus, elle permet d'aborder plusieurs matières en langue anglaise : « La section européenne permet l'apprentissage des mathématiques, de l'histoire et aussi de l'économie-gestion en anglais », complète Marie-Joseph Chassigneux, nouveau proviseur adjoint du lycée[réf. non conforme].

## Internat
Le lycée possède un internat pouvant accueillir 405 élèves dans des chambres de 1 à 4 personnes. Un nouvel internat est en cours de construction, dont la première pierre a été posée le 9 avril 2015 et devrait se terminer courant 2017.

## Centre de Culture et de Connaissance
Un nouveau 3C (Centre de Culture et de Connaissance) a été créé au lycée Voltaire à la suite des besoins et des attentes des élèves et des professeurs au mois d'octobre 2015.
Ce nouvel espace a été installé au premier étage (au-dessus de l'ancien CDI) avec, notamment, une configuration différente[réf. non conforme] et avec la présence d'une imprimante à disposition des élèves. 

## Élus lycéens auCVL
Le conseil de la vie lycéenne, présidé par le chef d'établissement, est constitué à parité d'élus élèves et de représentants de l'administration, du personnel et des parents.

## Personnalités
Parmi les anciens élèves, on peut citer :
- Anne Lauvergeon, dirigeante d'entreprise française, née en 1959[23] et son mari Olivier Fric, consultant[24], né en 1958 ;
- Vincent Labrune, président de la Ligue de football professionnelle depuis 2020, né en 1971[25] ;
- Marion Cotillard, actrice française, née en 1975[26] ;
- Laure Calamy, actrice née en 1975[27] ;
- Clarisse Agbegnenou[28], judokate ;
- Nalini Anantharaman[28], mathématicienne.

Parmi les anciens professeurs, on peut citer :
- Marc Baconnet[29] ;
- Fabrice Humbert, écrivain français.[réf. nécessaire]